# Dolichopus dorsalis
Dolichopus dorsalis är en tvåvingeart som beskrevs av Van Duzee 1921. Dolichopus dorsalis ingår i släktet Dolichopus och familjen styltflugor.
Artens utbredningsområde är Arizona. Inga underarter finns listade i Catalogue of Life.